# 阿鲁纳·科内
阿魯納·高尼（Arouna Koné，1983年11月11日—），是一名科特迪瓦足球員。

## 職業生涯

### 球會

#### 早年
高尼在家鄉球會效力一年後，在2002年到比利時效力利爾斯。雖然只效力短短一季，但高尼已迅速融入球隊，以11個入球成為球會當季聯賽神射手。

#### 征戰荷甲
其後，高尼轉投荷甲球會洛達。他加盟首季即攻入11個聯賽入球，其後的2004/2005球季，高尼更攻入15個聯賽入球。
2005/2006球季開始後，高尼加盟另一支荷甲球隊燕豪芬，並繼續有出色表現。他在此季荷甲聯賽上陣21場，攻入11球，助球隊奪得荷甲冠軍。而在2006/2007球季，高尼再於聯賽入球數字達雙位數，共取得10個入球，並協助燕豪芬成功衛冕聯賽冠軍。

#### 效力西甲球隊
2007年8月30日，高尼離開荷蘭，到西班牙加盟西甲球隊西維爾。但高尼在西維爾明顯不及在荷甲時表現搶眼，在加盟首個球季，他在西甲上陣21場，只攻入1球。連同在歐聯分組賽對布拉格斯拉維亞的入球，高尼整季只攻入兩球。其後的幾季，高尼受傷患困擾，上陣機會甚少，甚至沒有再為西維爾取得入球。在2010年2月，西維爾將高尼外借給德甲球會漢諾威。而在2011/2012球季，高尼再度被外借，到西甲另一支球會利雲特效力。他在此季踢出其代表作，在所有比賽上陣39場，攻入17球，其中有15個聯賽入球。他的突出表現協助利雲特以第六名完成西甲聯賽，並因而取得下個球季的歐霸盃的附加賽參賽資格。

#### 韋根
高尼在外借利雲特的合約完結後，被利雲特簽入。但在2012年8月14日，利雲特再將高尼賣給英超球隊韋根。